# ゼーリ
ゼーリ(伊: Zeri)は、イタリア共和国トスカーナ州マッサ＝カッラーラ県にある、人口約900人の基礎自治体（コムーネ）。

## 地理

### 位置・広がり

#### 隣接コムーネ
隣接するコムーネは以下の通り。括弧内のPRはパルマ県、SPはラ・スペツィア県所属を示す。
- アルバレート (PR)
- ムラッツォ
- ポントレーモリ
- ロッケッタ・ディ・ヴァーラ (SP)
- セスタ・ゴーダノ (SP)
- ジニャーゴ (SP)

### 気候分類・地震分類
ゼーリにおけるイタリアの気候分類 (it) および度日は、zona F, 3136 GGである。
また、イタリアの地震リスク階級 (it) では、zona 2 (sismicità media) に分類される。

## 行政

### 分離集落
ゼーリには、以下の分離集落（フラツィオーネ）がある。
- Adelano, Codolo, Coloretta, Noce, Paretola, Patigno, Rossano, Villaggio Aracci, Zum Zeri.